# Mehdi Dehbi
Mehdi Dehbi (Liegi, 5 dicembre 1985) è un attore belga.

## Biografia
Nato a Liegi da madre tunisina, Dehbi fa il suo debutto come attore all'età di 16 anni, recitando da protagonista nel film Le soleil assassiné, prodotto dai fratelli Dardenne, che gli vale una candidatura al premio Joseph Plateau come miglior attore. Si forma presso il Conservatorio Reale di Bruxelles, il Conservatoire national supérieur d'art dramatique di Parigi e la London Academy of Music and Dramatic Art.
Nel 2010 vince il premio per il miglior attore al Festival di Biarritz col film televisivo L'infiltrato, di Giacomo Battiato, mentre nel 2014 viene candidato al premio Magritte come attore più promettente per il film Le sac de farine, di Kadija Leclere. A livello europeo recita ne Il figlio dell'altra di Lorraine Lévy e Una storia sbagliata di Gianluca Maria Tavarelli, facendosi notare anche in produzioni internazionali come La spia - A Most Wanted Man e Attacco al potere 2. Nel 2020 è tra i protagonisti della serie Netflix Messiah.

## Filmografia

### Cinema
- Le soleil assassiné, regia di Abdelkrim Bahloul (2003)
- Bourreau, regia di Frédérik Vin - cortometraggio (2007)
- Sweet Valentine, regia di Emma Luchini (2009)
- La folle histoire d'amour de Simon Eskenazy, regia di Jean-Jacques Zilbermann (2009)
- Auf der Suche, regia di Jan Krüger (2011)
- Le sac de farine, regia di Kadija Leclere (2012)
- Il figlio dell'altra (Le fils de l'autre), regia di Lorraine Lévy (2012)
- Je ne suis pas mort, regia di Mehdi Ben Attia (2013)
- Mary Queen of Scots, regia di Thomas Imbach (2013)
- La spia - A Most Wanted Man (A Most Wanted Man), regia di Anton Corbijn (2014)
- Una storia sbagliata, regia di Gianluca Maria Tavarelli (2014)
- Lili Rose, regia di Bruno Ballouard (2014)
- Attacco al potere 2 (London Has Fallen), regia di Babak Najafi (2016)
- Mescaline, regia di Clarisse Hahn - cortometraggio (2018)
- La cospirazione del Cairo (Boy from Heaven), regia di Tarik Saleh (2022)

### Televisione
- Septième ciel Belgique – serie TV, 10 episodi (2007)
- L'infiltrato (L'infiltré), regia di Giacomo Battiato – film TV (2010)
- Tyrant – serie TV, 4 episodi (2014)
- Messiah – serie TV, 10 episodi (2020)

## Teatro

### Attore
- Romeo e Giulietta di William Shakespeare, regia di John Baxter. London Academy of Music and Dramatic Art (2007)
- Terra Santa di Mohamed Kacimi, regia di Sophie Akrich. Théâtre de la Tempête di Parigi (2009)
- Baïbars le mamelouk qui devint sultan, dallo Sīrat al-Ẓāhir Baybars, regia di Marcel Bozonnet. Monfort-Théâtre di Parigi (2009-2010)
- Splendid's di Jean Genet, regia di Cristèle Alves Meira. Théâtre de l'Athénée Louis-Jouvet di Parigi (2010)
- Gare de l'Est di Sophie Akrich e Isabelle Fruchart, regia di Sophie Akrich. Musée national de l'histoire de l'immigration di Parigi (2011)
- Romeo e Giulietta di William Shakespeare, regia di David Bobée. Les Subsistances di Lione (2012-2013)

### Regista
- I giusti di Albert Camus. Théâtre Les Tanneurs di Bruxelles (2013)